# Niqmepa di Ugarit
Niqmepa' (VI) (... – 1270 a.C. circa o 1265 a.C.), noto anche come Nicmepa, fu il quarto re di Ugarit, una città stato della Siria del nord.
Fu contemporaneo dei re ittiti Muršili II e Hattušili III, così come dei faraoni egizi Horemheb, Ramses I e Seti I.

## Regno
Il suo regno è ben documentato dai testi cuneiformi trovati nella stessa Ugarit. Fu re per 50 anni (1320–1270 a.C. circa) segnando il suo come uno dei più longevi nella storia della città. Era figlio di Niqmaddu II, e fratello e successore di Arhalba. Arhalba fu re per solo due anni, regno che finì dopo un tentativo fallito di avvicinarsi agli egizi come loro alleato contro gli Ittiti.
Niqmepa fu posto sul trono dal re ittita Muršili II, che costrinse Arhalba, fratello di Niqmepa, ad abdicare in suo favore e fu costretto a firmare un nuovo trattato dichiarando esplicitamente che Ugarit fosse uno stato vassallo degli Ittiti. Il trattato rivela che Niqmepa ebbe un harem, e riferisce che sua moglie e i suoi figli sarebbero ritenuti responsabili nel caso non avesse onorato i suoi obblighi. Contemporaneamente, Ugarit perse il controllo del territorio di Shiyannu a est, vedendosi il territorio controllato da Niqmepa dimezzato. La secessione fu confermata da Mursili II e Shiyannu fu posta sotto controllo diretto di Carchemish, che era dominata da discendenti di re ittiti come "viceré". Tuttavia, a causa della perdita di Shiyannu, e a richiesta di Niqmepa, il tributo imposto a Ugarit fu ridotto di un terzo. Durante il regno di Niqmepa, Ugarit divenne completamente circondata da aree sotto controllo ittita.
Niqmepa sposò la principessa Ahatmilku, del Regno di Amurru al sud.

### Morte
Dopo un lungo regno di 50 anni come vassallo di quattro successivi re ittiti, a Niqmepa succedette il figlio, il meno noto Ammittamru III.